# Вулиця Петрусенко (Львів)
Вулиця Петрусенко — вулиця в Личаківському районі Львова, у місцевості Нове Знесіння. Пролягає від вулиці Касіяна Саковича до вулиці Ковельської, паралельно вулиці Белзькій.

## Історія та забудова
Виникла у першій третині XX століття у складі селища Знесіння під назвою Рівна (Рувна). У 1936 році перейменована на вулицю Петрикевича, на честь поляка Антося Петрикевича, одного з «львівських орлят». Сучасну назву вулиця отримала за радянських часів, у 1950 році, на честь української співачки Оксани Петрусенко.
Вулиця забудована одно- та двоповерховими будинками 1930-х років у стилі конструктивізм, є також ж нові приватні садиби.